# Kristina Lugn

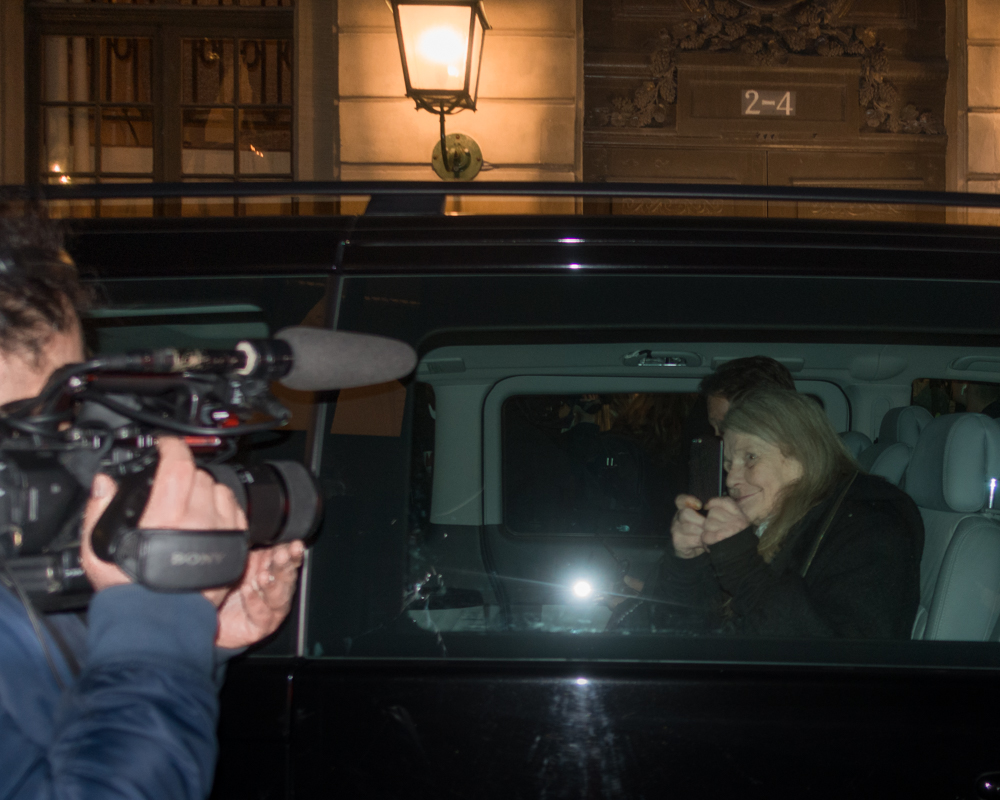
Kristina Lugn filmar/fotar pressuppbådet som samlats utanför Svenska Akademien i Gamla stan i Stockholm under Akademiens tumultartade dagar våren 2018.

Gunhild Bricken Kristina Lugn, född 14 november 1948 i Tierp i Uppland, död 9 maj 2020 i Domkyrkodistriktet i Stockholm, var en svensk poet och dramatiker. Hon var ledamot av Svenska Akademien från 2006 fram till sin bortgång.

## Biografi

### Tidiga år
Kristina Lugn föddes i Tierp och växte upp i Skövde, där hennes far Robert Lugn, sedermera generalmajor, var officer vid pansarregementet Skaraborgs regemente och hennes mor Brita-Stina, född Alinder, var lektor. Kristina Lugn växte senare upp i Stockholm. Farföräldrarna Pehr Lugn och Gunhild Henschen var efter varandra föreståndare för Egyptiska museet i Stockholm.

### Författarskap och teaterarbete
Lugn debuterade 1972 med diktsamlingen Om jag inte. Hon gav därefter ut ytterligare sju diktsamlingar. Hon skrev även dramatik. Hon förekom också i andra medier, bland annat i den svenska TV-serien Oförutsett, som sändes våren 1987 i SVT, där hon var programledare tillsammans med Jörn Donner och Bert Karlsson.
Efter skådespelaren Allan Edwalls död 1997 övertog Lugn Teater Brunnsgatan Fyra i Stockholm, där bland annat flera av hennes egna pjäser har satts upp. Hon var konstnärlig ledare för teatern fram till 2011. Hon har även blivit spelad på Dramaten. Bland pjäserna kan nämnas Tant Blomma, Idlaflickorna, Titta en älg! och Kvinnorna vid Svansjön.
År 2002 hade Lugn en pratshow på sin Teater Brunnsgatan Fyra kallad Seg kväll med Lugn.
Lugn samarbetade med författaren Henning Mankell då de skrev novellen "Tjuvbadarna" till 2004 års upplaga av antologiserien Noveller för Världens Barn.

### Akademiledamot
Den 5 oktober 2006 invaldes Kristina Lugn i Svenska Akademien, och vid akademins högtidssammankomst den 20 december 2006 intog hon stol nummer 14 efter Lars Gyllensten.

### Stil och betydelse
Hennes poesi var delvis inspirerad av Sonja Åkessons och är en sorts rollpoesi med skenbara bekännelser och bisarr galghumor.
Lugn har varit föremål för en avhandling som bland annat visar att hon blir folkkär och etablerad när hon börjar skriva dramatik.
Centrala teman i både hennes poesi och dramatik är döden, ensamheten, rädslan för medelåldern, och en kvävande, men alltid eftersträvad normalitet.
Den 8 juni 2014 fick Kristina Lugn årets Karamelodiktstipendium  med följande motivering: "För att hon med sitt egenartade sinne för skönheten i det obegripliga – humoristiskt och drastiskt – berör till eftertanke och engagemang. Med poetens känsla och till vår fröjd och berusning, lyckas hon få oss att bättre förstå det svenska språket."

### Tonsättningar
Flera svenska tonsättare och kompositörer har arbetat med Lugns dikter, bland andra Gabriel Wilczkowski, Bo Ullman, Sven-David Sandström, Kim Hedås, Peter Gullin och Benny Andersson.

### Familj
Kristina Lugn var 1970–1972 gift med Bror-Ivan Johansson (1943–2007). Tillsammans med Mons Montelius fick Lugn dottern Martina Montelius, född 1975 och senare dramatiker. Åren 1991–1994 var Lugn gift med psykiatern Bengt Herulf (1922–2005).
Kristina Lugn är begravd på Maria Magdalena kyrkogård i Stockholm.

### Diktsamlingar
- 1972 – om jag inte
- 1976 – Till min man, om han kunde läsa
- 1978 – Döda honom!
- 1979 – om ni hör ett skott...
- 1982 – Percy Wennerfors
- 1983 – Bekantskap önskas med äldre bildad herre
- 1984 – Lugn bara Lugn (samlingsvolym)
- 1989 – Hundstunden
- 1997 – Samlat lugn (samlade dikter samt pjäserna "Tant Blomma", "Idlaflickorna", "Silver Star" och "Rut och Ragnar".)
- 2003 – Hej då, ha det så bra!
- 2020 – Mellan förtvivlan och förtvivlans mod – texter 2006–2016
- 2022 – Inte alls dåligt

### Inlästa diktsamlingar
- 1983 – Till min man, om han kunde läsa, Tal- och punktskriftsbiblioteket
- 1988 – om ni hör ett skott..., utgiven av bokförlaget Bokbandet

### Dramatik (publicerad)
- 1984 – Gud vad jag är lycklig, utgiven av Radioteatern
- 1985 – I dödsskuggans dal (I "Svenska radiopjäser 1985")
- 1987 – Titta det blöder, utgiven av Kungliga Dramatiska teatern
- 1993 – Idlaflickorna, utgiven av Kungliga Dramatiska teatern
- 1993 – Tant Blomma, utgiven av Kungliga Dramatiska teatern
- 1995 – Silver Star, utgiven av Kungliga Dramatiska teatern
- 1997 – Samlat lugn (samlingsvolym med samtliga då utgivna diktsamlingar samt pjäserna "Tant Blomma", "Idlaflickorna", "Silver Star" och "Rut och Ragnar".)
- 1999 – Nattorienterarna, utgiven av Bakhåll förlag
- 2000 – Bekantskap önskas med äldre bildad herre; Hundstunden; Stulna juveler
- 2003 – Kvinnorna vid Svansjön, utgiven av Nordiska Strakosch teaterförlaget
- 2005 – Vera, utgiven av Kungliga Dramatiska teatern
- 2007 – Två solstrålar på äventyr (publicerad under titeln "Jag var en gång" i Lyrikvännen 1/2007)
- 2014 – Hej, det är jag igen, utgiven av Kungliga Dramatiska teatern

### Pjäser
- 1982 – Gud, vad jag är lycklig (radiopjäs)
- 1985 – I dödsskuggans dal (radio- och tv-pjäs)
- 1985 – Mannagrynspudding med saftsås
- 1986 – När det utbröt panik i det kollektiva omedvetna
- 1987 – Titta det blöder
- 1989 – Det vackra blir liksom över
- 1993 – Tant Blomma
- 1993 – Idlaflickorna
- 1994 – Silver Star
- 1997 – Rut och Ragnar
- 1998 – Nattorienterarna (sänd i tv)
- 1999 – Titta en älg (sänd i tv)
- 2000 – Eskil Johanssons flyttfirma
- 2002 – Begåvningsreserven
- 2003 – Två solstrålar på äventyr
- 2003 – Kvinnorna vid Svansjön
- 2004 – Var är Holger, Harald och Herman?
- 2004 – Att sörja Linnea (tv-pjäs)
- 2005 – Gråt inte mer, Cecilia. Och inte du heller, Ursula
- 2005 – Vera
- 2006 – Katarina den stora
- 2006 – Jag har ett flygfotografi av kärleken
- 2007 – Hoppas jag hinner hem
- 2009 – Karlsson
- 2009 – Rena rama verkligheten
- 2013 – Hjälp sökes
- 2014 – Hej, det är jag igen

## Priser och utmärkelser
- Albert Bonniers stipendiefond för yngre och nyare författare, 1978
- Tidningen Vi:s litteraturpris, 1983
- Samfundet De Nios Särskilda pris, 1983
- Svenska Dagbladets litteraturpris, för Hundstunden, 1989
- Sveriges Radios lyrikpris, 1991
- Signe Ekblad-Eldhs pris, 1992
- Expressens Björn Nilsson-pris för god kulturjournalistik, 1995
- Karl Vennbergs pris, 1997
- Moa-priset, 1997
- Piratenpriset, 1997
- Doblougska priset, 1999
- Stiftelsen Selma Lagerlöfs litteraturpris, 1999
- Nils Ferlin-Sällskapet, 2000
- Tage Danielsson-priset, 2000
- Bellmanpriset, 2002
- Litteris et Artibus, 2003
- Siripriset, för Hej då, ha det så bra!, 2003
- Sigtunastiftelsens författarstipendium, 2004
- Natur & Kulturs kulturpris, 2006
- Gustaf Fröding-sällskapets lyrikpris, 2007
- Övralidspriset, 2009
- Humanistiska Föreningens pris UGGLA, 2009[18]
- De Nios Stora Pris, 2011
- Karamelodiktstipendiet, 2014